# Восточно-Каролинский университет
Восточно-каролинский университет (англ. East Carolina University, ECU) — американский государственный университет, расположенный в городе Гринвилл в Северной Каролине. Является крупнейшим университетом в восточной части штата и 3-м по величине в Северной Каролине. В университете обучается 27 391 студентов (2008). Университет был учреждён Генеральной ассамблеей Северной Каролины 8 марта 1907 года как школа повышения квалификации учителей, которую было решено открыть 2 июля 1908 года в Гринвиле. Обучение началось с 1909 года. Современное название Восточно-каролинский университет получил в 1967 году. Исторически наиболее развиты такие направления как образование, сестринское дело, бизнес, музыка, театр и медицина. Всего университет выдаёт диплом бакалавра по более чем 100 специальностям.
Университет располагает 3 кампусами: основной кампус расположен в историческом центре Гринвиля, медицинский кампус находится на западной окраине города, западный исследовательский кампус, построенный на бывшей территории станции Голос Америки. Кроме этого, в университете есть спортивый комплекс (команда по американскому футболу — «Ист Каролайна Пайратс») и полевая станция в Нью-Холланд (Северная Каролина). Общая территория университета — 567 га.